# Odranci
Odranci (madžarsko Adorjánfalva) so gručasto naselje s 1.600 prebivalci, največje  na Dolinskem in sedež ter obenem edino naselje istoimenske občine, najmanjše po površini v Sloveniji.

## Zgodovina
Naselje se prvič omenja leta 1322 z imenom Adrijanci.

## Lokacija
Naselje leži na Dolinskem, med magistralno cesto Lendava - Murska Sobota in potokom Črnec, del naselja je severno od ceste. Odranci so lokalno središče, njegov videz pa se je v zadnjem času zaradi urbanizacije zelo spremenil.

## Gospodarstvo
V okolici naselja prevladujejo njive, ob Črncu so travniki in zaplate gozda. Razvita sta poljedelstvo in živinoreja.
Največji zaposlovalec v občini in kraju je nemška družba Carthago, ki ima v Odrancih od leta 2008 svoj obrat za proizvodnjo avtodomov.

## Znamenitosti
- Osmerokotna župnijska cerkev sv. Trojice je bila zgrajena leta 1967.
- Center kulturne dediščine - prekmurska hiša je bil odprta leta 2018

## Prireditve
- Borovo gostüvanje leta 1985
- Odranske vaške igre v Športnem parku Odranci (Klub mladih Odranci)
- Martinovanje (Društvo vinogradnikov in sadjarjev)
- Tradicionalna Ajdova noč

## Organizacije in društva, delujoča v Odrancih
- Čebelarsko društvo Črenšovci
- Društvo gojiteljev pasemskih malih živali Odranci
- Šoštarsko kovaški ceh Odranci
- Društvo upokojencev Odranci
- Društvo vinogradnikov in sadjarjev
- Klub mladih Odranci
- Društvo žena Odranci
- Društvo za kulturo, šport in turizem
- Prostovoljno gasilsko društvo Odranci
- KUD Ajda Odranci

### Šport
- Nogometni klub Odranci (NK Odranci)
- Športno ribiško društvo Odranci